# Bahrain Victorious
La Bahrain Victorious, nota in passato come Bahrain-Merida e Bahrain-McLaren, è una squadra maschile bahreinita di ciclismo su strada. Attiva nel professionismo dal 2017, ha licenza di UCI WorldTeam.
La squadra è finanziata da un consorzio di imprese del Bahrein e dall'azienda taiwanese di biciclette Merida. I principali risultati sono arrivati grazie a Vincenzo Nibali: in maglia Bahrain il ciclista siciliano si è classificato terzo al Giro d'Italia e secondo alla Vuelta a España 2017, vincendo inoltre il Giro di Lombardia 2017 e la Milano-Sanremo 2018, mentre nel 2021 la squadra ha vinto la classifica dedicata al Tour de France e la Parigi-Roubaix con Sonny Colbrelli. Nel 2022 il team si è aggiudicato nuovamente la Milano-Sanremo, questa volta con Matej Mohorič.

## Storia
La Bahrain-Merida nasce nel 2016, con l'obiettivo di debuttare nel World Tour nella stagione 2017. La direzione della struttura viene affidata al general manager Brent Copeland, affiancato a livello tecnico dall'ex ciclista Gorazd Štangelj; nella squadra di Štangelj entrano tra gli altri Mario Chiesa, Alberto Volpi, Tristan Hoffman e Paolo Slongo.
La prima vittoria nella storia del team arriva già nel gennaio 2017 a opera di Ramūnas Navardauskas, che si impone in una tappa della Vuelta a San Juan. La stagione di esordio vede comunque protagonista soprattutto Vincenzo Nibali, capitano della squadra per i grandi giri, che si classifica terzo al Giro d'Italia, secondo alla Vuelta a España, vincendo peraltro una tappa in entrambe le corse, e conquista infine anche il successo al Giro di Lombardia. Il velocista di punta, Sonny Colbrelli, si aggiudica invece una tappa alla Parigi-Nizza, la Freccia del Brabante e la Coppa Bernocchi.
Il 2018 vede due rinforzi importanti per il team, Gorka Izagirre (che raggiunge il fratello Ion) e Domenico Pozzovivo. La prima vittoria importante arriva con Matej Mohorič che vince il Gran Premio Industria e Artigianato. La prima vittoria nel World Tour arriva invece con Nibali, che vince la Milano-Sanremo, seconda classica monumento per il team. Nel prosieguo di stagione arrivano anche i successi di Mohorič in una tappa del Giro d'Italia e al BinckBank Tour, il quinto posto di Pozzovivo al Giro, il successo di Kanstancin Siŭcoŭ al Giro di Croazia e le vittorie di Colbrelli in una frazione del Giro di Svizzera, alla Coppa Bernocchi e al Giro del Piemonte. La stagione si chiude con il secondo posto di Nibali al Giro di Lombardia.
A inizio 2019 i principali rinforzi sono quelli legati all'ingaggio di Damiano Caruso, Dylan Teuns e Rohan Dennis dalla BMC; i fratelli Izagirre passano invece all'Astana. In stagione spiccano nuovamente i risultati di Vincenzo Nibali: lo "Squalo dello Stretto" conclude secondo al Giro d'Italia, battuto da Richard Carapaz, si aggiudica una tappa al Tour de France e chiude terzo al Tour of the Alps. Altri risultati arrivano con Teuns, anch'egli vincitore di tappa alla Grande Boucle, oltreché a segno in una frazione del Giro del Delfinato, e con Dennis, secondo nella generale del Giro di Svizzera dopo aver vinto la cronometro di apertura.

## Cronistoria

### Annuario
| Anno | Codice | Nome               | Cat. | Biciclette | Dirigenza |
| ---- | ------ | ------------------ | ---- | ---------- | --- |
| 2017 | TBM    | Bahrain-Merida     | WT   | Merida     | Manager: Brent Copeland Dir. sportivi: Gorazd Štangelj, Paolo Artuso, Mario Chiesa, Tristan Hoffman, Philippe Mauduit, Vladimir Miholjević, Harald Morscher, Paolo Slongo, Alberto Volpi                                                      |
| 2018 | TBM    | Bahrain-Merida     | WT   | Merida     | Manager: Brent Copeland Dir. sportivi: Gorazd Štangelj, Tristan Hoffman, Vladimir Miholjević, Harald Morscher, Paolo Slongo, Rik Verbrugghe, Alberto Volpi                                                                                    |
| 2019 | TBM    | Bahrain-Merida     | WT   | Merida     | Manager: Brent Copeland Dir. sportivi: Gorazd Štangelj, Borut Božič, Tristan Hoffman, Vladimir Miholjević, Franco Pellizotti, Paolo Slongo, Rik Verbrugghe, Alberto Volpi                                                                     |
| 2020 | TBM    | Bahrain-McLaren    | WT   | Merida     | Manager: Rod Ellingworth Dir. sportivi: Roger Hammond, Xavier Florencio, Tim Harris, Tristan Hoffman, Vladimir Miholjević, Franco Pellizotti, Gorazd Štangelj, Alberto Volpi                                                                  |
| 2021 | TBV    | Bahrain Victorious | WT   | Merida     | Manager: Milan Eržen Dir. sportivi: Gorazd Štangelj, Rolf Aldag, Xavier Florencio, Roger Hammond, Tim Harris, Vladimir Miholjević, Franco Pellizotti, Neil Stephens, Alberto Volpi                                                            |
| 2022 | TBV    | Bahrain Victorious | WT   | Merida     | Manager: Milan Eržen Dir. sportivi: Gorazd Štangelj, Aritz Arberas, Paolo Artuso, Xavier Florencio, Timothy Kennaugh, Roman Kreuziger, Vladimir Miholjević, Franco Pellizotti, Enrico Poitschke, Neil Stephens, Alberto Volpi                 |
| 2023 | TBV    | Bahrain Victorious | WT   | Merida     | Manager: Milan Eržen Dir. sportivi: Gorazd Štangelj, Aritz Arberas, Xavier Florencio, Michał Gołaś, Timothy Kennaugh, Roman Kreuziger, Vladimir Miholjević, Franco Pellizotti, Enrico Poitschke, Neil Stephens, Alberto Volpi                 |
| 2024 | TBV    | Bahrain Victorious | WT   | Merida     | Manager: Milan Eržen Dir. sportivi: Gorazd Štangelj, Xavier Florencio, Michał Gołaś, Timothy Kennaugh, Roman Kreuziger, Vladimir Miholjević, Franco Pellizotti, Enrico Poitschke, Neil Stephens                                               |
| 2025 | TBV    | Bahrain Victorious | WT   | Merida     | Manager: Milan Eržen Dir. sportivi: Gorazd Štangelj, Borut Božič, Xavier Florencio, Andrea Fusaz, Michał Gołaś, Timothy Kennaugh, Roman Kreuziger, Vladimir Miholjević, Franco Pellizotti, Neil Stephens, Ioannis Tamouridis, Aart Vierhouten |

### Classifiche UCI
Aggiornato al 22 ottobre 2024.
| Anno | Classifica | Pos. | Migliore cl. individuale |
| ---- | ---------- | ---- | ------------------------ |
| 2017 | World Tour | 14º  | Vincenzo Nibali (5º)     |
| 2018 | World Tour | 7º   | Ion Izagirre (23º)       |
| 2019 | World Tour | 13º  | Vincenzo Nibali (32º)    |
| 2020 | World Tour | 13º  | Mikel Landa (39º)        |
| 2021 | World Tour | 5º   | Sonny Colbrelli (6º)     |
| 2022 | World Tour | 8º   | Pello Bilbao (17º)       |
| 2023 | World Tour | 6º   | Pello Bilbao (17º)       |
| 2024 | World Tour | 17º  | Antonio Tiberi (38º)     |

## Divise
| Bahrain (2017) | Bahrain (2019) | Bahrain (2023) | Bahrain (2024-) |

## Palmarès
Aggiornato al 5 luglio 2025.

### Grandi Giri
- Giro d'Italia

Partecipazioni: 9 (2017, 2018, 2019, 2020, 2021, 2022, 2023, 2024, 2025)
Vittorie di tappa: 8
2017: 1 (Vincenzo Nibali)
2018: 1 (Matej Mohorič)
2020: 1 (Jan Tratnik)
2021: 2 (Gino Mäder, Damiano Caruso)
2022: 1 (Santiago Buitrago)
2023: 2 (Jonathan Milan, Santiago Buitrago)
Vittorie finali: 0
Altre classifiche: 4
2022: Squadre
2023: Punti (Jonathan Milan), Squadre
2024: Giovani (Antonio Tiberi)
- Tour de France

Partecipazioni: 9 (2017, 2018, 2019, 2020, 2021, 2022, 2023, 2024, 2025)
Vittorie di tappa: 8
2019: 2 (Dylan Teuns, Vincenzo Nibali)
2021: 3 (2 Matej Mohorič, Dylan Teuns)
2023: 3 (Pello Bilbao, Wout Poels, Matej Mohorič)
Vittorie finali: 0
Altre classifiche: 1
2021: Squadre
- Vuelta a España

Partecipazioni: 8 (2017, 2018, 2019, 2020, 2021, 2022, 2023, 2024)
Vittorie di tappa: 3
2017: 1 (Vincenzo Nibali)
2021: 1 (Damiano Caruso)
2023: 1 (Wout Poels)
Vittorie finali: 0
Altre classifiche: 2
2021: Giovani (Gino Mäder), Squadre

### Classiche monumento
- Milano-Sanremo: 2

2018 (Vincenzo Nibali); 2022 (Matej Mohorič)
- Giro di Lombardia: 1

2017 (Vincenzo Nibali)
- Parigi-Roubaix: 1

2021 (Sonny Colbrelli)

### Campionati nazionali
- Campionati bahreiniti: 1

In linea: 2022 (Ahmed Madan)
- Campionati britannici: 1

In linea: 2023 (Fred Wright)
- Campionati croati: 1

In linea: 2023 (Fran Miholjević)
- Campionati etiopi: 1

Cronometro: 2017 (Tsgabu Grmay)
- Campionati giapponesi: 1

In linea: 2022 (Yukiya Arashiro)
- Campionati italiani: 1

In linea: 2021 (Sonny Colbrelli)
- Campionati serbi: 2

In linea: 2023 (Dušan Rajović)
Cronometro: 2024 (Dušan Rajović)
- Campionati sloveni: 6

In linea: 2018, 2021 (Matej Mohorič); 2019 (Domen Novak)
Cronometro: 2021, 2022 (Jan Tratnik); 2024 (Matej Mohorič)
- Campionati spagnoli: 2

In linea: 2018 (Gorka Izagirre)
Cronometro: 2020 (Pello Bilbao)
- Campionati taiwanesi: 3

In linea: 2017 (Feng Chun Kai)
Cronometro: 2017, 2019 (Feng Chun Kai)
- Campionati ucraini: 1

Cronometro: 2019 (Mark Padun)

## Organico 2025
Aggiornato al 1° gennaio 2025.

### Staff tecnico
|  | Naz.                     | Ruolo | Sportivo            |  |  |  |
|  | ------------------------ | ----- | ------------------- |  |  |  |
|  | Slovenia (bandiera)      | GM    | Milan Eržen         |  |  |  |
|  | Slovenia (bandiera)      | DS    | Gorazd Štangelj     |  |  |  |
|  | Slovenia (bandiera)      | DS    | Borut Božič         |  |  |  |
|  | Spagna (bandiera)        | DS    | Xavier Florencio    |  |  |  |
|  | Italia (bandiera)        | DS    | Andrea Fusaz        |  |  |  |
|  | Polonia (bandiera)       | DS    | Michał Gołaś        |  |  |  |
|  | Gran Bretagna (bandiera) | DS    | Timothy Kennaugh    |  |  |  |
|  | Rep. Ceca (bandiera)     | DS    | Roman Kreuziger     |  |  |  |
|  | Croazia (bandiera)       | DS    | Vladimir Miholjević |  |  |  |
|  | Italia (bandiera)        | DS    | Franco Pellizotti   |  |  |  |
|  | Australia (bandiera)     | DS    | Neil Stephens       |  |  |  |
|  | Grecia (bandiera)        | DS    | Ioannis Tamouridis  |  |  |  |
|  | Paesi Bassi (bandiera)   | DS    | Aart Vierhouten     |  |  |  |

### Rosa
|  | Naz.                     |  | Sportivo            | Anno |  |  |
|  | ------------------------ |  | ------------------- | ---- |  |  |
|  | Germania (bandiera)      |  | Nikias Arndt        | 1991 |  |  |
|  | Germania (bandiera)      |  | Phil Bauhaus        | 1994 |  |  |
|  | Spagna (bandiera)        |  | Pello Bilbao        | 1990 |  |  |
|  | Italia (bandiera)        |  | Alberto Bruttomesso | 2003 |  |  |
|  | Colombia (bandiera)      |  | Santiago Buitrago   | 1999 |  |  |
|  | Italia (bandiera)        |  | Nicolò Buratti      | 2001 |  |  |
|  | Italia (bandiera)        |  | Damiano Caruso      | 1987 |  |  |
|  | Russia (bandiera)        |  | Roman Ermakov       | 2004 |  |  |
|  | Slovenia (bandiera)      |  | Žak Eržen           | 2005 |  |  |
|  | Portogallo (bandiera)    |  | Afonso Eulálio      | 2001 |  |  |
|  | Slovenia (bandiera)      |  | Matevž Govekar      | 2000 |  |  |
|  | Polonia (bandiera)       |  | Kamil Gradek        | 1990 |  |  |
|  | Australia (bandiera)     |  | Jack Haig           | 1993 |  |  |
|  | Austria (bandiera)       |  | Rainer Kepplinger   | 1997 |  |  |
|  | Francia (bandiera)       |  | Lenny Martinez      | 2003 |  |  |
|  | Croazia (bandiera)       |  | Fran Miholjević     | 2002 |  |  |
|  | Slovenia (bandiera)      |  | Matej Mohorič       | 1994 |  |  |
|  | Paesi Bassi (bandiera)   |  | Mathijs Paasschens  | 1996 |  |  |
|  | Italia (bandiera)        |  | Andrea Pasqualon    | 1988 |  |  |
|  | Gran Bretagna (bandiera) |  | Finlay Pickering    | 2003 |  |  |
|  | Italia (bandiera)        |  | Daniel Skerl        | 2003 |  |  |
|  | Australia (bandiera)     |  | Robert Stannard     | 1998 |  |  |
|  | Gran Bretagna (bandiera) |  | Oliver Stockwell    | 2002 |  |  |
|  | Italia (bandiera)        |  | Antonio Tiberi      | 2001 |  |  |
|  | Norvegia (bandiera)      |  | Torstein Træen      | 1995 |  |  |
|  | Taiwan (bandiera)        |  | Sergio Tu           | 1997 |  |  |
|  | Paesi Bassi (bandiera)   |  | Max van der Meulen  | 2004 |  |  |
|  | Belgio (bandiera)        |  | Vlad Van Mechelen   | 2004 |  |  |
|  | Gran Bretagna (bandiera) |  | Fred Wright         | 1999 |  |  |
|  | Italia (bandiera)        |  | Edoardo Zambanini   | 2001 |  |  |